# Best of KAT-TUN
"Best of KAT-TUN" to debiutancki album japońskiej grupy KAT-TUN, wydany 22 marca 2006 roku przez J-One Records. Pomimo takiego tytułu, nie jest to kompilacja największych hitów grupy.
Album był częścią trójdzielnego wydania: albumu "Best of KAT-TUN", singla "REAL FACE" oraz muzycznego DVD "REAL FACE Film". Wszystkie trzy wydawnictwa sukcesywnie podbiły listy Oriconu (w kategorii: singli, albumów oraz DVD).

## Produkcja
Większość utworów na albumie zostało skomponowanych przez członków Johnny's Entertainment. Na albumie znalazły się trzy duety członków zespołu, których byli współautorami. Rapowe wstawki zostały napisane i wykonane przez Koki'ego Tanakę.

## Wydanie albumu
W pierwszym tygodniu, album rozszedł się w liczbie 556 548 kopii i zadebiutował na pierwszym miejscu Oriconu. Album utrzymał się na liście sprzedaży przez siedem tygodni osiągając wynik 743 359 sprzedanych kopii. Album pokrył się podwójną platyną i został uznany przez Oricon za jedenasty najlepiej sprzedający się album w roku 2006.
Zespół został nagrodzony sześcioma nagrodami na 21st Japan Gold Disc Award.

## Single
- "REAL FACE" — pierwszy i jedyny singel promujący album. Powstały dwie wersje tej piosenki; wersja wydana na albumie została oznaczona jako "Real Face #1" i jest wykonana w innej aranżacji. Singel ukazał się tego samego dnia co album. Zadebiutował na 1. miejscu listy Oricon z liczbą 754 237 sprzedanych egzemplarzy w pierwszym tygodniu. Wydawnictwo utrzymało się na szczycie listy przez trzy tygodnie i do końca roku rozeszło się w liczbie miliona sztuk. "REAL FACE" był najlepiej sprzedającym się singlem w Japonii w roku 2006[3].

## Lista utworów
1. "SHE SAID..." (Ryo Taguchi, Axel G, Katsumi Ohnishi, FLYING GRIND, JOKER) – 3:43
2. "NEVER AGAIN" (SPIN, Steven Lee, Joey Cargone FLYING GRIND, JOKER) – 3:49
3. "I LIKE IT" (Sean Thomas, SPIN, FLYING GRIND) – 4:26
4. "MIRACLE" (hamai, Minoru Kumorita, Seikou Nagaoka) – 4:22
5. "BLUE TUESDAY" (Yoji Kubota, Arata Tanimoto, Tomoki Ishizuka) – 4:33
6. "RHODESIA" (CHOKKAKU) – 5:06
7. "GOLD" (Stefan Aberg, Stefan Engblom, SPIN, FLYING GRIND, JOKER) – 4:53
8. "WILDS OF MY HEARTt" (SPIN, zero-rock, Gyo Kitagawa, JOKER) – 3:59
9. "SPECIAL HAPPINESS"1 (K², Gajin, Yoshihiko Chino) – 5:02
10. "ONE ON ONE"2 (JOKER, Yuichi Nakamaru, mo'doo-, Izutsu "Growth" Shintaro, Takahito Eguchi)  – 4:58
11. "BUTTERFLY"3 (Jin Akanishi, Tatsuya Ueda, velvetronica) – 4:52
12. "RUSH OF LIGHT" (ma-saya, Watermelon 6, CHOKKAKU) – 4:26
13. "Harukana Yakusoku (jap. ハルカナ約束)" (SPIN, Kousuke Morimoto, ha-j, JOKER) – 3:53
14. "PRECIOUS ONE" (Kaori Niimi, Yuuki Shirai, Yoshinao Mikami, ha-j) – 5:15
15. "REAL FACE #1" (Shikao Suga, Tak Matsumoto, Akihito Tokunaga, JOKER) – 4:58

1 Duet: Kazuya Kamenashi i Junnosuke Taguchi.

2 Duet: Koki Tanaka i Yuichi Nakamaru.

3 Duet: Jin Akanishi i Tatsuya Ueda.

## Pozycja na liście
| Lista                                 | Najwyższa pozycja |
| ------------------------------------- | ----------------- |
| Oricon Weekly Albums Chart (Japonia)  | 1                 |
| Oricon Monthly Albums Chart (Japonia) | 1                 |
| Oricon Yearly Albums Chart (Japonia)  | 11                |